# Argentinas Grand Prix 1973
Argentinas Grand Prix 1973, officiellt X Gran Premio de la Republica Argentina, var en Formel 1-tävling som hölls den 28 januari 1973 på Autódromo Municipal de la Ciudad de Buenos Aires i Buenos Aires i Argentina. Det var det första av 15 lopp ingående i Formel 1-säsongen 1973 och kördes över 96 varv. Loppet vanns av Emerson Fittipaldi för Lotus, tvåa blev François Cevert för Tyrell, och trea blev Jackie Stewart, även han för Tyrell.

## Resultat
| Pos.   | Nr. | Förare               | Konstruktör       | Varv | Tid/Bröt        | Grid | Poäng |
| ------ | --- | -------------------- | ----------------- | ---- | --------------- | ---- | ----- |
| 1      | 2   | Emerson Fittipaldi   | Lotus-Ford        | 96   | 1:56:18.22      | 2    | 9     |
| 2      | 8   | François Cevert      | Tyrrell-Ford      | 96   | + 4.69          | 6    | 6     |
| 3      | 6   | Jackie Stewart       | Tyrrell-Ford      | 96   | + 33.19         | 4    | 4     |
| 4      | 18  | Jacky Ickx           | Ferrari           | 96   | + 42.57         | 3    | 3     |
| 5      | 14  | Denny Hulme          | McLaren-Ford      | 95   | + 1 Varv        | 8    | 2     |
| 6      | 12  | Wilson Fittipaldi    | Brabham-Ford      | 95   | + 1 Varv        | 13   | 1     |
| 7      | 32  | Clay Regazzoni       | BRM               | 93   | + 3 Varv        | 1    |       |
| 8      | 16  | Peter Revson         | McLaren-Ford      | 92   | + 4 Varv        | 11   |       |
| 9      | 20  | Arturo Merzario      | Ferrari           | 92   | + 4 Varv        | 14   |       |
| 10     | 22  | Mike Beuttler        | March-Ford        | 90   | Hjulupphängning | 18   |       |
| Bröt   | 24  | Jean-Pierre Jarier   | March-Ford        | 84   | Kylare          | 17   |       |
| Bröt   | 30  | Jean-Pierre Beltoise | BRM               | 79   | Motor           | 7    |       |
| NC     | 38  | Howden Ganley        | Iso-Marlboro-Ford | 79   | + 17 varva      | 19   |       |
| Bröt   | 4   | Ronnie Peterson      | Lotus-Ford        | 67   | Oljetryck       | 5    |       |
| Bröt   | 34  | Niki Lauda           | BRM               | 66   | Oljetryck       | 13   |       |
| Bröt   | 10  | Carlos Reutemann     | Brabham-Ford      | 16   | Växellåda       | 9    |       |
| Bröt   | 26  | Mike Hailwood        | Surtees-Ford      | 10   | Drivaxel        | 10   |       |
| Bröt   | 28  | Carlos Pace          | Surtees-Ford      | 10   | Hjulupphängning | 15   |       |
| Bröt   | 36  | Nanni Galli          | Iso-Marlboro-Ford | 0    | Motor           | 16   |       |
| Källa: |     |                      |                   |      |                 |      |       |

## VM-ställning efter loppet
| Pos. | Förare             | Poäng |
| ---- | ------------------ | ----- |
| 1    | Emerson Fittipaldi | 9     |
| 2    | François Cevert    | 6     |
| 3    | Jackie Stewart     | 4     |
| 4    | Jacky Ickx         | 3     |
| 5    | Denny Hulme        | 2     |

| Pos. | Konstruktör  | Poäng |
| ---- | ------------ | ----- |
| 1    | Lotus-Ford   | 9     |
| 2    | Tyrell-Ford  | 6     |
| 3    | Ferrari      | 4     |
| 4    | McLaren-Ford | 2     |
| 5    | Brabham-Ford | 1     |

- Notering: Endast de fem bästa placeringarna i vardera mästerskap finns med på listorna.